# Babenberger-Kaserne (Wöllersdorf)

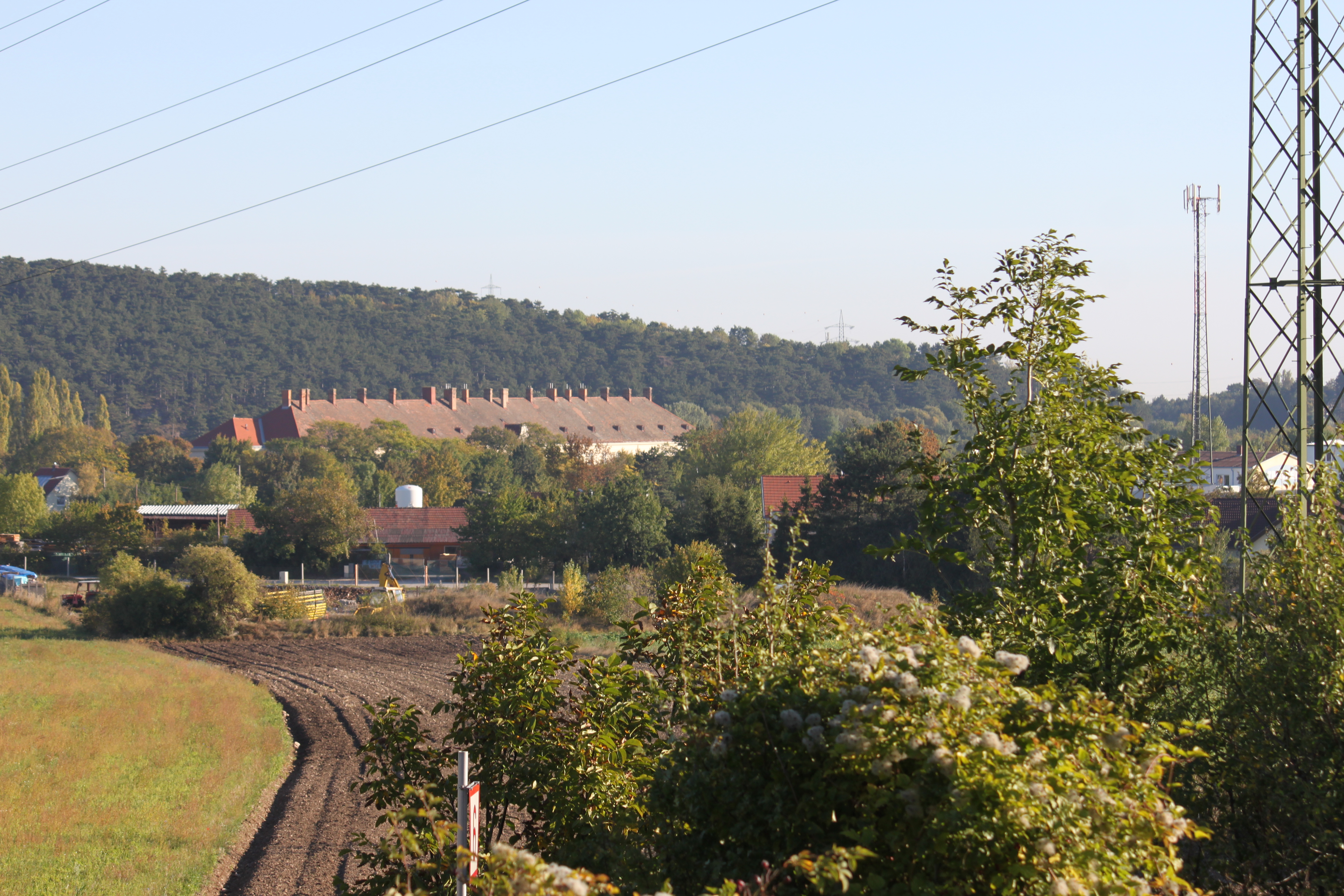
Ehemalige Babenbergerkaserne (2011)

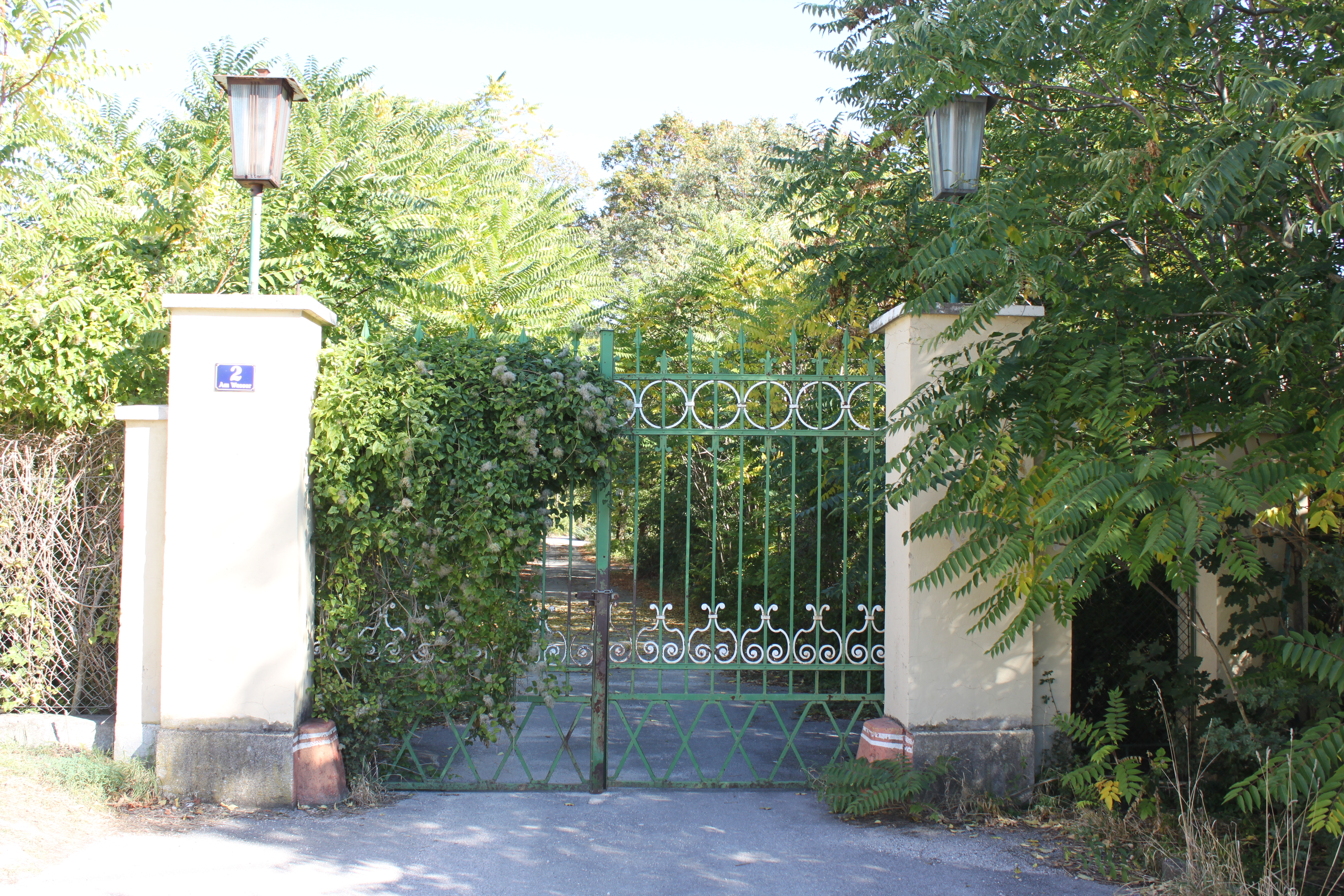
Ehemaliger Eingang Am Wasser 2 (2011)

Die ehemalige Babenberger-Kaserne in Wöllersdorf, Niederösterreich wurde 1830 als Unterkunft für das Personal der dort ansässigen Raketenfabrik errichtet und ursprünglich Wasserkaserne genannt.

## Geschichte

### Monarchie
Das Ärar erwarb das Wassergefälle zwischen Wöllersdorf und Steinabrückl, um die Wasserkraft der Piesting für die Produktion von Raketen nutzen zu können. Errichtet wurden drei Produktionsgebäude und – da keine Unterkünfte für das Personal vorhanden waren – ein dreistöckiges Wohngebäude, das der Nähe zum Wasser wegen „Wasserkaserne“ genannt wurde. Der Erlass von 1967 über die Umbenennung in Babenberger-Kaserne nennt als Jahr der Erbauung 1825 und Pulverdepot als Zweck, die Gemeinde Wöllersdorf-Steinabrückl erwähnt bereits 1815 als Baubeginn der Wasserkaserne.
1867 wurde die österreichische Raketenartillerie aufgelöst und in deren Folge auch die Produktion von Kriegsraketen eingestellt.
Über die Belegung des als Kaserne weiter genutzten Gebäudes ist wenig bekannt. Angeblich waren hier ausschließlich Infanterieverbände der k.u.k. Armee stationiert, darunter auch die Hoch- und Deutschmeister.

### Erste Republik
Zwischen Kriegsende 1918 und 1920 war hier zunächst die neu gegründete Volkswehr stationiert und anschließend Einheiten des Bundesheeres.
Von 1925 bis 1930 wurden die ehemaligen Produktionsgebäude bei der Wasserkaserne abgebrochen.

### Drittes Reich
Die deutsche Wehrmacht nutzte die Wasserkaserne ebenfalls. Angeblich wurden hier zwischen 1944 und 1945 Batterien des 1942 in deutsche Gefangenschaft geratenen russischen Generals Wlassow ausgebildet. Dieser hatte aus russischen Kriegsgefangenen und Freiwilligen eine antisowjetische „Russische Befreiungsarmee“ aufgestellt.

### Zweite Republik
Während der Besatzungszeit waren hier sowjetische Soldaten stationiert. Anschließend begann das neu gegründete österreichische Bundesheer mit den Renovierungsarbeiten, bis in den Jahren 1956 und 1957 die Wasserkaserne vom Roten Kreuz als Auffanglager für Ungarnflüchtlinge nach dem Ungarnaufstand genutzt wurde.
1962 übernahm wieder das Bundesheer die Kaserne und baute sie aus. Im Juli 1967 wurde die Wasserkaserne in „Babenberger-Kaserne“ umbenannt.
Vom September 1973 bis zum September 1974 waren die Wöllersdorfer Soldaten in der Martinek-Kaserne in Baden bei Wien einquartiert, da hier das Innenministerium als Folge der Geiselnahme in Marchegg eine Sammelstelle für jüdische Emigranten aus Russland einrichtete.
Im Jahr 1997 wurde das 136.752 m² große Areal mit der Babenberger-Kaserne aufgrund eines Fehlers im BIG-Gesetz 1997 vom Bundesheer geräumt und am 30. Juni 1999 an die Bundesimmobiliengesellschaft (BIG) übergeben. Irrtümlicherweise war die Kaserne auf die Liste der an die BIG zu übergebenden Liegenschaften geraten, woraufhin der Gesetzgeber das Gesetz jedoch nicht mehr nachträglich ändern und das Bundesministerium für Landesverteidigung auch keine Miete mehr zahlen wollte. Seitdem stehen die Gebäude auf der Liegenschaft leer, sind dem Verfall preisgegeben und wurden seitdem durch Vandalismus schwer beschädigt. 
Im Jahr 2004 war sie ein Punkt einer parlamentarischen Anfrage an den Bundesminister für Landesverteidigung. Gefragt wurde unter anderem, ob die Kaserne bereits verwertet sei, ob das Bundesministerium für Landesverteidigung noch Miete an die Bundesimmobiliengesellschaft BIG zahle und wenn ja, wie viel.
Nach der Schließung der Babenberger-Kaserne wurde als Nachnutzung des Areals im Oktober 2005 das Projekt „Health Care Center Wöllersdorf“ vorgestellt. Im Oktober 2011 wurde die Kaserne um 1,3 Millionen Euro der steirischen Wohnbaufirma Kohlbacher verkauft. Im März 2024 haben die Abbrucharbeiten begonnen. Ein Projekt über die Nachnutzung des Areals liegt noch in ferner Zukunft.